# ژفینیو
ژفینیو (پرتغالی: Jeffinho؛ زادهٔ ۳۰ دسامبر ۱۹۹۹) بازیکن فوتبال اهل برزیل است.
از باشگاه‌هایی که در آن بازی کرده‌است می‌توان به باشگاه فوتبال المپیک لیون و باشگاه فوتبال بوتافوگو اشاره کرد.